# James D. Foley
James D. Foley (* 20. Juli 1942 in Pennsylvania) ist ein US-amerikanischer Informatiker, der sich mit Computergraphik befasst.
Foley studierte an der Lehigh University Elektrotechnik mit dem Bachelor-Abschluss 1964 und wurde 1969 an der University of Michigan promoviert. Danach war er an der University of North Carolina, wurde 1977 Professor an der George Washington University und war ab 1991 Professor am Georgia Institute of Technology. 1992 gründete er dort das GVU Center (GVU ursprünglich für Graphics, Visualization and Usability Center). Außerdem wurde er 1992 Direktor der Mitsubishi Electric Research Laboratories (MERL) in Cambridge (Massachusetts) und 1998 Direktor des Mitsubishi Electric Information Technology Center America (MEITCA), das die Forschung von Mitsubishi an vier amerikanischen Forschungslaboratorien koordiniert. 2001 bis 2005 war er Chairman der Computer Research Association (CRA), einem Dachverband für Forschungseinrichtungen in Informatik in den USA.
1991 bis 1995 war er Herausgeber der ACM Transactions on Graphics. 1997 erhielt er den Steven A. Coons Award der ACM SIGGRAPH und 2007 erhielt er den Lifetime Achievement Award von ACMSIGCHI (Special Interest Group Computer Human Interaction).
Mit Andries van Dam und anderen ist er der Autor eines Standardwerks zur Computergraphik.
Er ist Fellow des IEEE und der Association for Computing Machinery und Mitglied der National Academy of Engineering.

## Schriften (Auswahl)
- mit Andries van Dam, Steven K. Feiner, John F. Hughes: Computer Graphics: Principles and Practice, Addison-Wesley 1995[1], Neuauflage 2013 zusätzlich mit Morgan McGuire, David Sklar, Kurt Akeley als Ko-Autoren.